# 西オーストラリア州の鉱業
西オーストラリア州の鉱業(Mining in Western Australia)について解説する。

## 概要
西オーストラリア州はオーストラリア大陸の3分の1ほどを占める広大な面積を持ち、鉄、ニッケル、金、ウランなどの鉱物資源に恵まれている。2007年には566個の採掘計画があり、1,222ヶ所の操業中の鉱山があった。2002-2003年において西オーストラリア州はオーストラリアにおける資源輸出の4割を占め、239億オーストラリアドルの収益をあげた。

## 産出資源

### 鉛
鉛はヨーロッパ人の移住後、早期に採掘が開始された鉱物で、1839年に中西部のマーチソン川沿いで発見された。

### 金
金は19世紀末に発見され、1885年にゴールドラッシュが起きている。この時は北東部のキンバリー地区であったが、その後、南西部のサザンクロスなどでも発見された。1892年にクルガーディでも発見され、次いで1893年に近隣のカルグーリーでも発見されると大規模なゴールドラッシュが発生した。現在でも西オーストラリア州は国内の金産出量の75%を占めている。

### 石炭
石炭の採掘は南部で1846年より開始されている。

### 鉄
鉄鉱石は西オーストラリア州が国内産出量の95%を占め、世界と比較しても年間産出量の約2割を占めている。これらは1952年に北西部の山岳地帯で発見され、現在は露天掘りにより採掘されている。

### ニッケル
ニッケルは西オーストラリア州が国内産出量の99%を占め、世界と比較しても年間産出量の約13%を占めている。産出量は年間約14万トンに及ぶ。これらは南部のキャンバルダなどで産出される。

### ダイヤモンド
ダイヤモンドの鉱床は、1969年より組織的な探査が開始され、1979年に北東部にアーガイル鉱山が発見された。採掘開始は1983年である。

### ボーキサイト
ボーキサイトは南西部に鉱床が発見されており、1963年より採掘が開始されている。

### ウラン
ウランについては、州内に複数の鉱山があり、採掘が行なわれている。

### 石綿
石綿のうち、青石綿はウィットヌーン周辺の峡谷で採掘されていたが、1960年代に採掘は終了した。石綿鉱山町として形成されたウィットヌーンは、石綿汚染が深刻で、2007年には自治体廃止の地方政府公告がなされた。